# دونالد آدامسن
دونالد آدامسن (به انگلیسی: Donald Adamson) ۳۰ مارس ۱۹۳۹ - ۱۸ ژانویهٔ ۲۰۲۴) منتقد ادبی و تاریخ‌دان بریتانیایی بود.

## زندگی‌نامه
دونالد آدامسن لیسانس خود را در رشتهٔ ادبیات از کالج مگدالن، آکسفورد گرفت. سپس روانه پاریس شد و دکترای ادبیات فرانسه را پیرامون آثار بالزاک زیر نظر پیر ژرژ کاستکس اخذ کرد. او بعد از بازگشت به بریتانیا، در دانشگاه لندن و دانشگاه کمبریج و چند مدرسهٔ عالی به تدریس ادبیات فرانسه و نقد ادبی مشغول شد.
آدامسون به موازات تدریس، چندین کتاب دربارهٔ ادبیات فرانسه تألیف کرده‌است. او همچنین مترجم دو رمان از بالزاک و ۲۶ داستان کوتاه از گی دو موپاسان به زبان انگلیسی است.

## آثار
- “Le Père Goriot: Notes towards a Reassessment”, «Symposium»: 1965, ص. 101–114

.
- “The Genesis of Le Cousin Pons”, «Oxford University Press»: 1966.[۲]
- “The Black Sheep” (La Rabouilleuse), "Penguin Books": Londres, 1970.
- “Stendhal and Honoré de Balzac as Connoisseurs of Italian Art: Balzac and the Nineteenth Century”, «Studies in French Literature ": Londres, 1972, ص. 123–141

.
- Honoré de Balzac|Balzac: Illusions perdues,": Londres, 1981.
- Le Père Goriot devant la critique anglaise, L'Année balzacienne» , 1986, ص. ۲۶۱–۲۷۹

.
- Romantisme français devant la peinture espagnole”, «Blackgate Press ": Londres, 1989.[۳]
- Prêtre|The Priest in Balzac’s Fiction: Secular and Sacred Aspects of the Church”, «Ideology and Religion in French Literature: Essays in Honour of Brian Juden ",[۴] 1990, ص. 1–22

.
- La Réception de La Comédie humaine en Grande-Bretagne au XXe, " L'Année balzacienne» , 1992, ص. ۳۹۱–۴۲۰

.
- “Maupassant: Bed 29 and Other Stories”, «Folio Society ": Londres, 1993.
- “Blaise Pascal: Mathematician, Physicist, and Thinker about God”, «Palgrave Macmillan": Londres et New York, 1995.
- “Blaise Pascal|Pascal’s Views on Mathematics and the Divine”, «Mathematics and the Divine: A Historical Study» (éd. T. Koetsier et L. Bergmans), " Elsevier (éditeur) ": Amsterdam, 2005, ص. 405–421

.
- “A Visit to Provence and Languedoc”, «James Whetter ": Cornouailles|Cornwall, 2016.